# 島内桓太
島内 桓太（しまのうち かんた、1871年1月31日（明治3年12月11日） - 1940年（昭和15年）9月19日）は、日本の海軍軍人。最終階級は海軍少将。

## 経歴
佐賀県出身。元佐賀藩士の島内桓二・斐（同藩士の綾部四郎太夫の三女）夫妻の息子として生れる。1893年（明治26年）12月、海軍兵学校（20期）を卒業し、少尉候補生として「吉野」に乗り組み日清戦争に従軍。1895年（明治28年）3月に海軍少尉任官、旅順口根海兵団分隊士となる。
1898年（明治31年）12月、呉水雷団第2水雷敷設隊分隊長に就任し、「平遠」分隊長、呉水雷団水雷艇隊艇長、呉水雷団第2水雷艇隊艇長などを歴任し、海軍大学校で乙種学生として学んだ。1902年（明治35年）7月、「松島」水雷長（南洋回航）となり、海兵水雷術教官兼監事を経て、1904年（明治37年）1月、第15艇隊艇長に転じ日露戦争に出征。さらに、第19艇隊艇長、第15艇隊艇長を務め、「叢雲」艦長として日本海海戦に参加。1905年（明治38年）1月、海軍少佐に昇進した。
1906年（明治39年）2月、軍令部参謀に発令され、兼参謀本部部員、兼臨時建築部部員、第1艦隊参謀を歴任し、1909年（明治42年）10月、海軍中佐に進級。1910年（明治43年）12月、侍従武官兼軍事参議院幹事に就任した。1913年（大正2年）12月、「香取」副長に転じ、次いで「千代田」艦長となり、1914年（大正3年）12月、海軍大佐に昇進し「満州」艦長に着任。
1915年（大正4年）2月、「矢矧」艦長に就任し、「日進」「富士」の各艦長、舞鶴海兵団長兼「見島」艦長、「薩摩」「金剛」の各艦長、兼「朝日」艦長、「扶桑」艦長、横須賀鎮守府付を歴任。1919年（大正8年）12月、海軍少将に進級し第1水雷戦隊司令官に着任。
1921年（大正10年）12月、海軍将官会議議員となり、1922年（大正11年）8月に待命、1923年（大正12年）3月、予備役に編入となった。後に島根県立隠岐商船水産学校（現：島根県立隠岐水産高等学校）第8代校長を務めた。
昭和15年9月19日卒去。享年71。墓所は旧佐賀藩菩提寺の賢崇寺。

## 栄典・授章・授賞
位階
- 1895年（明治28年）6月8日 - 正八位[1]
- 1898年（明治31年）3月8日 - 従七位[2]
- 1898年（明治31年）12月28日 - 正七位[3]
- 1904年（明治37年）2月10日 - 従六位[4]
- 1909年（明治42年）3月20日 - 正六位[5]
- 1914年（大正3年）5月11日 - 従五位[6]
- 1919年（大正8年）6月10日 - 正五位[7]
- 1923年（大正12年）4月30日 - 従四位[8]

勲章等
- 1895年（明治28年）11月18日 - 勲六等単光旭日章[9]・明治二十七八年従軍記章[10]
- 1900年（明治33年）5月31日 - 勲五等瑞宝章[11]
- 1905年（明治38年）5月30日 - 勲四等瑞宝章[12]
- 1906年（明治39年）4月1日 - 功四級金鵄勲章・旭日小綬章・明治三十七八年従軍記章[13]
- 1913年（大正2年）11月28日 - 勲三等瑞宝章[14]
- 1915年（大正4年）11月7日 - 旭日中綬章・大正三四年従軍記章[15]
- 1920年（大正9年）11月1日 - 大正三年乃至九年戦役従軍記章[16]
- 1921年（大正10年）12月1日 - 勲二等瑞宝章[17]
- 1940年（昭和15年）11月10日 - 紀元二千六百年祝典記念章[18]

## 親族
- 娘婿 黛治夫（海軍大佐）